# 蘇昱彰
蘇 昱彰（そ いくしょう、1940年6月24日 - 2019年4月29日）は、台湾出身の中国武術家、東洋医学者。漫画『拳児』（小学館）の台湾編に登場した「蘇崑崙（そ こんろん）」のモデルになった人物である。

## 略歴・人物
1940年6月24日、野球選手の父である蘇正生の子として日本統治時代の台湾の台南県東山郷に生まれる。日本名は武島昭。父の正生は全国中等学校優勝野球大会に嘉義農林学校の選手として出場した著名な選手であった。
7歳から張徳奎の下で秘門螳螂拳を学び、14歳の時に台湾で開催された第1回全国散打試合に参加し優勝する。その後も数々の散打試合に出場してその全てに入賞を果たし、その素早い拳速により閃電手の外号で呼称されるようになった。台北に移ってからは、李崑山や衛笑堂等の螳螂拳各派の名師について修行を続け、20歳を過ぎた頃までには秘門螳螂拳の権威と目されるようになった。1961年には国術研究会の師範として国立台湾大学、国立台湾師範大学、私立輔仁大学、逢甲工商学院で中国武術を指導した。
1963年、神槍と呼ばれた李書文の関門弟子である劉雲樵に拝師、八極拳、劈掛掌、六合螳螂拳、八卦掌も習得した。1968年にはマレーシアの国際格闘技選手権で台湾チームのメンバーとして参加し、金メダルを獲得して絶賛を博した。1976年、ベネズエラの華僑から要請を受けてベネズエラのカラカスへ移住し、リベルタドル市内で中医医院と武館（道場）を開設する。1991年にスペインに移住、スペインでは翌年開催されたバルセロナオリンピックの特別治安部隊を務めて警備班に螳螂拳を指導している。後には八極螳螂拳を創始してニューヨークへ移住し、八極螳螂武藝總舘を開設した。同館長を務めて世界各地の分館を訪れて、その指導的な役割を担った。
彼の正式な拝師弟子は世界各国（アメリカ、カナダ、南米、スペイン、オランダ、イギリス、ノルウェー、台湾、日本等）におり、松田隆智や八極螳螂武藝總舘日本分舘の分舘長の野田久貴もその一人である。
日本国内での著作物には『拳藝論』（BABジャパン）、『太極拳内景経』（壮神社）等があり、映像作品も複数販売されている。また、漢方や鍼治療などの東洋医学の博士号を取得しており、ベネズエラの各大学で教鞭を執り、また、台湾の軍事学校ではインストラクターも務めていた。
2016年10月、療養のため医師である娘が住むスペイン領カナリア諸島に移住した。2019年4月29日、同地のサンタ・クルス・デ・ラ・パルマにおいて死去した。78歳没。

## 著作物

### 書籍
- 蘇昱彰、野田久貴　『気の力を覚醒させる太極拳』- [フルコム編] 東邦出版、2009年
- 蘇昱彰、野田久貴　『閃電手蘇昱彰　螳螂拳秘法』- BUDO-RA Books 東邦出版、2007年
- 蘇昱彰、野田久貴　『太極拳内景経』- 壮神社、2004年12月
- 蘇昱彰、野田久貴　『拳藝論（螳螂拳編）』- BABジャパン、2002年8月

### ビデオ
- 螳螂拳―基礎編―、株式会社ジェイ.イー.エス
- 秘門螳螂拳―中級編
- 楊家太極拳―基礎編―、株式会社ジェイ.イー.エス
- 古傳陳家太極拳―実戦応用編
- 八卦掌―入門編―
- 八極拳―開門編―、株式会社ジェイ.イー.エス
- 八極拳―金剛編―
- 六大開拳眞藝
- 八極連環拳 ―詳解編― ―応用編―（2本組）
- 八極拳の真実

### 註釈
1. ↑  正式な弟子になること